# ネギバクテリア
ネギバクテリア（Negibacteria）とは、原核生物の系統及び分類についての仮説である。外膜を持つ原核生物と定義され、1997年にキャバリエ＝スミスが提唱した。亜界の階級が与えられているが、現在の合意体系では認められていない。
真核生物の起源を説明するネオムラ説に基づく修正六界説において、ウニバクテリアと原核生物を2分する。プロテオバクテリア門、藍色細菌門、バクテロイデス門などのグラム陰性菌のほとんどがここに含まれる。ネオムラ説は多くの研究者に支持されていないが、非常に有名であり、一般書籍でも時折取り上げられることがある。ネオムラ説以外でもグラム陰性菌に対してネギバクテリアという分類名を使用することがあるが、含まれる生物は異なる場合がある。

## 特徴
最大の特徴は外膜を持つことである。また、グラム陰性に染色されることも特徴である。ただし、デイノコックス・テルムス門、クロロフレクサス門の一部は外膜を欠損しているもの、グラム陽性に染色されるものがいくらか含まれる。

## 進化
ネオムラ説では、全生物の共通祖先をグラム陰性菌と想定している。ウニバクテリアはグリドバクテリアの一系統が外膜を失ったものと考えており、そのためネギバクテリアはウニバクテリアと真核生物に対して側系統となっている。